# Vasignyella otophora
Vasignyella otophora is een mosdiertjessoort uit de familie van de Catenicellidae. De wetenschappelijke naam van de soort is voor het eerst geldig gepubliceerd in 1890 door Kirkpatrick.